# Ceratoppiella lutea
Ceratoppiella lutea är en kvalsterart som beskrevs av Hammer 1977. Ceratoppiella lutea ingår i släktet Ceratoppiella och familjen Metrioppiidae. Inga underarter finns listade i Catalogue of Life.